# Wojciech Truchan
Wojciech Truchan (Dzianisz, 15 de abril de 1948) es un deportista polaco que compitió en biatlón. Ganó una medalla de bronce en el Campeonato Mundial de Biatlón de 1975, en la prueba por relevos.

## Palmarés internacional
| Campeonato Mundial | Campeonato Mundial  | Campeonato Mundial | Campeonato Mundial |
| Año                | Lugar               | Medalla            | Prueba             |
| ------------------ | ------------------- | ------------------ | ------------------ |
| 1975               | Anterselva (Italia) | Medalla de bronce  | Relevos            |